# Perú 2000
Perú 2000 was een alliantie van politieke partijen tijdens de Peruviaanse verkiezingen in het jaar 2000.
De alliantie werd opgericht door de toenmalige president van Peru, Alberto Fujimori, en was een verbinding tussen de partijen Verandering 90, Nieuwe Meerderheid en Vamos Vecino.
Vanaf september 2000 begon de alliantie terrein te verliezen vanwege het schandaal van de Vladivideo's: video's waarin werd vertoond dat de chef van de geheime dienst, Vladimiro Montesinos, een grote som met geld overhandigde aan een congreslid van de oppositie. Het schandaal was het eerste van meerdere schandalen, waarbij ook politieke moorden aan het licht kwamen die tijdens de regeringen van Fujimori waren gepleegd. Het gevolg was de val van de president later dat jaar, een overgangsregering onder leiding van Valentín Paniagua en nieuwe verkiezingen in 2001.